# Pulse (musikalbum)
Pulse är ett musikalbum av musikgruppen Front 242, utgivet 2003.

## Låtförteckning
1. SEQ666 - P (4:01)
2. SEQ666 - U (1:12)
3. SEQ666 - L (1:19)
4. SEQ666 - S (0:49)
5. SEQ666 - E (5:09)
6. Together (5:26)
7. Triple X Girlfriend (3:44)
8. NoMore - NoMore (7:22)
9. Beyond the Scale of Comprehension (7:21)
10. Song - Untitled (3:57)
11. Song - StarCandy (2:40)
12. One - With the Fire (3:25)
13. One - Reverse (2:22)
14. Matrix - OpenStatic (2:24)
15. Matrix - MegaHertz (3:50)
16. Never Lost - Faust (3:40)
17. Never Lost - Riley (7:01)
18. 7Rain Filter (4:10)
19. Pan Dhe (1:56)
20. Pan Mihk (3:06)